# 楢山節考
『楢山節考』（ならやまぶしこう）は、深沢七郎の短編小説。民間伝承の棄老伝説を題材とした作品で、当代の有力作家や辛口批評家たちに衝撃を与え、絶賛された、当時42歳の深沢の処女作である。山深い貧しい部落の因習に従い、年老いた母を背板に乗せて真冬の楢山へ捨てにいく物語。自ら進んで「楢山まいり」の日を早める母と、優しい孝行息子との間の無言の情愛が、厳しく悲惨な行為と相まって描かれ、独特な強さのある世界を醸し出している。
1956年（昭和31年）、雑誌『中央公論』11月号に掲載され、第1回中央公論新人賞を受賞した。単行本は翌年1957年（昭和32年）2月1日に中央公論社より刊行された。ベストセラーとなり、これまでに2度、映画化された。文庫版は新潮文庫で刊行されている。翻訳版は1958年（昭和33年）のベルナール・フランク訳（仏題：“La Ballade de Narayama”）をはじめ、各国で行われている。（1959年のガリマール版（ベルナール・フランク訳）の表題はETUDE A PROPOS DES CHANSONS DE NARAYAMA）。

## 作品成立・背景
深沢七郎は、「姥捨伝説」を、山梨県境川村大黒坂（現在・笛吹市境川町大黒坂）の農家の年寄りから聞き、それを、肝臓癌を患った実母・さとじの「自分自らの意思で死におもむくために餓死しようとしている」壮絶な死に重ねながら、老母・おりんと息子・辰平という親子の登場人物を創造した。また、おりんの人物造型には、キリストと釈迦の両方を入れているという。
なお、作品舞台は「信州」となっているが、描かれている人情や地形は山梨県の大黒坂の地であることを深沢は以下のように語っている。
また、作中には、「三」と「七」という数字が多用され、「三つ目の山を登って行けば池がある。池を三度廻って」、「七曲りの道があって、そこが七谷というところ」などと語られ、「楢まいり」に行く年齢が70歳、おりんの歯が33本、といったような神秘性がある。深沢七郎の「七郎」という名前も、故郷の身延山の山奥にある七面山から由来しており、仏教信仰の厚い両親が、その神聖な山にちなんで名付けたという。
深沢は『楢山節考』執筆当時、ギタリストとして様々な公演に参加し、作品は家と日劇ミュージックホールの楽屋で書いていた。そして、そのとき公演の構成演出をしていた丸尾長顕の勧めで、雑誌『中央公論』の新人賞に応募して、中央公論新人賞を受賞した。なお、審査の選考委員は、三島由紀夫、伊藤整、武田泰淳であった。

## あらすじ
信州の山々の間にある貧しい村に住むおりんは、「楢山まいり」の近づくのを知らせる歌に耳を傾ける。村の年寄りは70歳になると「楢山まいり」に行くのが習わしで、69歳のおりんはそれを待っていたのである。山へ行く時の支度はずっと前から整えてあり、息子の後妻も無事見つかる。安心したおりんは自分の丈夫な歯を石で砕く。食料の乏しいこの村では老いても揃っている歯は恥ずかしいことであった。
― 塩屋のおとりさん運がよい　山へ行く日にゃ雪が降る ―  と、村人が盆踊り歌を歩きながら歌っているのが聞こえ、「自分が行く時もきっと雪が降る」と、おりんはその日を待ち望む。孝行息子の辰平は、ぼんやりと元気がなく、母の「楢山まいり」に気が進まない。少しでもその日を引き延ばしたい気持ちだったが、長男のけさ吉が近所の娘・松やんと夫婦となり、すでに妊娠5ヶ月で食料不足が深刻化してきたため、そうもいかなくなってきた。雑巾で顔を隠し寝転んでいる辰平の雑巾をずらすと涙が光っていたので、おりんはすぐ離れ、息子の気の弱さを困ったものだと思ったが、自分の目の黒いうちにその顔をよく見ておこうと、横目で息子をじっと見る。「楢山まいり」は来年になってからと辰平は考えていたが、おりんは家計を考え、急遽今年中に出発することを決める。ねずみっ子（曾孫）が産まれる前に、おりんは山に行くことを望んでいた。
あと3日で正月になる冬の夜、誰にも見られてはいけないという掟の下、辰平は背板に母を背負って「楢山まいり」へ出発する。辛くてもそれが貧しい村の掟だった。途中、白骨遺体や、それを啄ばむカラスの多さに驚きながら進み、辰平は母を山に置く。辰平は帰り道、舞い降ってくる雪を見る。感動した辰平は、「口をきいてはいけない、道を振り返ってはいけない」という掟を破り、「おっかあ、雪が降ってきたよう～」と、おりんの運のよさを告げ、叫び終わると急いで山を降りていく。
辰平が七谷の上のところまで来たとき、隣の銭屋の倅が背板から無理矢理に70歳の父親を谷へ突き落としているのを目撃する。「楢山まいり」のお供の経験者から内密に教えられた「嫌なら山まで行かんでも、七谷の所から帰ってもいい」という不可思議な言葉の意味を、辰平はそこではじめて理解する。家に戻ると、妊婦の松やんの大きな腹には、昨日までおりんがしめていた細帯があり、長男のけさ吉はおりんの綿入れを着て、「雪がふって、あばあやんは運がいいや」と感心していた。辰平は、もしまだ母が生きているとしたら、今ごろ雪をかぶって「綿入れの歌」（― なんぼ寒いとって綿入れを　山へ行くにゃ着せられぬ ―）を考えているだろうと思いを馳せる。

## 登場人物
おりん
69歳。50年前に向う村から嫁に来た。当時は村一番の良い器量の女だと言われた。亭主は20年前に死去。一人息子と四人の孫がいる。岩魚捕りがうまい。
辰平
45歳。おりんの一人息子。妻は去年栗拾いに行った際、谷底へ転落死。子供は三男一女。
玉やん
45歳。後家になったばかり。亡夫の49日が済むと向う村からやって来て、辰平の後妻となる。兄から、おりんはいい人だから、早く嫁に行くように勧められてやって来た。おりんとすぐに気が合う良い嫁。
飛脚
玉やんの兄。おりんの家に、後家になった妹・玉やんのことを知らせに来たその日に、後妻にやって来る日もすぐ決める。
けさ吉
16歳。辰平の長男。祖母の丈夫な歯を揶揄する歌を作って父に怒られる。近所の娘・松やんと夫婦になる。
次男
13歳。辰平の次男。けさ吉が松やんと良い仲であることを、いち早く祖母と父にバラす。
末の娘
3歳。辰平の長女。辰平は、この娘がおりんがいなくなったことを寂しがって「おばあはいつ帰ってくる？」と聞かれたら何と答えようかと困っている。
松やん
けさ吉と夫婦になった娘。実家は川が池のようになっている所の前にある。すでに妊婦。大食らい。豆を煮ながら、一人でどんどん食べてしまう。意地が悪く、まだ3歳の義妹をおんぶしてあやしながら、その尻をつねって泣かす。けさ吉はこの娘と一緒になってから、おりんに早く山へいった方がいいと言うようになる。
銭屋
おりんの隣家。越後に行った際、天保銭を一枚持って帰ったため、「銭屋」と呼ばれる。今年70歳の「又やん」という老父がいる。銭屋は村一番のケチで「楢山まいり」へ行く日の振舞支度や、山へ行く支度も全然しない。「又やん」は70歳をすぎても山へ行く気がなく、倅に縄で縛られるが食いちぎって逃げる。しかし翌日、倅に七谷から突き落とされ転落死するという最期を遂げ、カラスの群の餌食になる。
雨屋
銭屋と焼松の隣家。焼松の家に泥棒に入り、皆から袋だたきにあう。雨屋の家には村中から盗んだ芋があった。先代も山の根を盗んだことがあり、二代つづいて泥棒。銭屋が「雨屋の一家を根だやしにしなけりゃ！」と、おりんの家で息巻いた3日後、夜遅くに外で大勢の足音がして、その翌日雨屋の一家12名は村から消滅。
照やん
50代。「楢山まいり」のお供をしたことのある一番の古参。おりんの「楢山まいり」前夜の振舞酒の儀式で、お山に行く作法や掟を辰平とおりんに教える。そして他の客が帰った最後に、「嫌ならお山まで行かんでも、七谷の所から帰ってもいいのだぞ」という誰にも聞かれないように教えることになっている言葉を辰平に言う。

## 作品評価・解釈
『楢山節考』は発表当時、多くの作家や評論家から反響をもって迎えられ、この一作で深沢七郎の名が有名となった出世作でもあり、処女作である。
辛口評論家として知られる正宗白鳥も、「ことしの多数の作品のうちで、最も私の心を捉えたものは、新作家である深沢七郎の『楢山節考』である」とし、「私は、この作者は、この一作だけで足れりとしていいとさえ思っている。私はこの小説を面白ずくや娯楽として読んだのじゃない。人生永遠の書の一つとして心読したつもりである」と絶賛している。また福田宏年も、「私は戦後三十年の日本文学の作品の中でただ一作を選べといわれたら、ためらうことなくこの『楢山節考』を挙げたいとおもいます」と評している。
中央公論新人賞の審査員であった武田泰淳は、「いかなる残忍なこと、不幸なこと、悲惨なことでも、かえってそれがひどくなればなるほど、主人公の無抵抗の抵抗のような美しさがしみわたってくる」と選評し、伊藤整は、明治以来「ヨーロッパ的な人間の考え方」を取り入れてきた日本が忘れていたものがこの作品にはあって「ああこれがほんとうの日本人だったという感じがする」とし、「僕ら日本人が何千年もの間続けてきた生き方がこの中にはある。ぼくらの血がこれを読んで騒ぐのは当然だという感じですね」と選評し、折口信夫の『死者の書』を思い出したとも述べている。三島由紀夫は、その読後感を、「総身に水を浴びたような感じがした」と選評し、別れの宴会の場面が一番こわく、「父祖伝来貧しい日本人の持っている非常に暗い、いやな記憶」、「妙な、現世にいたたまれないくらい動物的な生存関係、そういうものに訴えてわれわれをこわがらす」性質の恐怖だとしている。そして、「何かこわいというか『説教師』や『賽の河原』や『和讃』、ああいうものを読むと気分がずっと沈んでくる、それと同じ効果を感じる」とも語り、運命に中の人間たちという意味では、シングの戯曲『海に騎りゆく者たち』(Riders to the Sea)の「おふくろの心理などに近いところがある」としている。
また三島は、後年のエッセイの中で、審査員が新人の作品を読む時の心境を、年ごとに祭の神輿の若い担ぎ手が下手になっていくのを嘆く町会の旦那衆の心境に喩え、同時に審査員は「これが小説だ」という新人の出現を密かに期待して、「天才の珠玉の前にひれ伏したい気持」も伴っているとし、そういった「慄然たる思ひ」を只一度感じたのが、深沢七郎の『楢山節考』の生原稿を読了した時だったと振り返り、「はじめのうちは、なんだかたるい話の展開で、タカをくくつて読んでゐたのであるが、五枚読み十枚読むうちに只ならぬ予感がしてきた。そしてあの凄絶なクライマックスまで、息もつがせず読み終ると、文句なしに傑作を発見したといふ感動に搏たれたのである」と述懐しながら、以下のように語っている。
日沼倫太郎は、『楢山節考』の印象について、孝行息子が「はりさけんばかりの心」で母を捨てに行くという「残酷な行動」と、それに背馳した「肉親間の美しい愛情」とが、「奇妙にないまぜられ、全体として、酸鼻とも明るさともつかぬイメージをみなぎらせている」と評し、そういった深沢の作り出す「イメージの世界のつよさ」に定評がある理由については、「あらゆる素材が物として処理されているから」、あるいは「物としてとらえる存在把握、ないしは存在透視力、ないしはメタフィジックにもとづいているから」だとし。その世界観について以下のように解説している。
木村東吉は、「おりんは死ぬべき人間として運命づけられており、彼女は自分の死を完全無欠のものにするために全力を傾注している」とし、自ら歯を折り、自分の死後、家族が困らないように全ての知識を伝授する、その振舞いや生き方に触れ、「自分の本能的欲望を主張しようとする姿はまったくなく、彼女は自己犠牲の道を誇り高く歩んでいるのである」と解説している。そして、そのおりんの行動を無言で感じる息子・辰平が隠れて泣くのを、またおりんも無言で知るような、「あらゆることが相互に理解されている」関係性があることを指摘しながら、「おりんの生き方や誇りは地域社会の価値体系に合致」し、それはすべて無言のうちに辰平や村人に通じているため、おりんは孤独に陥ることなく、自分の行き方を貫徹でき、自己犠牲でありながらも十分幸福であったと論考している。
そして木村は、こういった強い「おりん像」は、作者・深沢自身の母親の像と重なっているとし、深沢が肝臓癌で死んだ母親を、「誇り高い女であった」と述懐し、葬儀の夕方から振り出した雨を、「私は雨をあんなに美しいと思ったことはなかった」と『楢山節考』の雪を彷彿させる場面を語って、母親と同じ肝臓癌で死ぬのを理想としていると日頃から口にしていたことを鑑みながら、「根っこのおりんの生き方は、そのまま作者自身の理想であったと考えられるのである。すなわち、おりんは作者の母の理想化された像であると同時に、作者の夢を託した人物だったということができる」と解説している。
大木文雄は、日本独特と思われる『楢山節考』が外国人留学生たちにも感動を持って受け入れられたことから、その民族を越えた「感動の源泉」を探るため、フランツ・アルトハイムが『小説亡国論』の中で説いている要旨を説明し、アルトハイムが賞讃するダヌンツィオとロレンスの小説は、その中に「根源神話を孕んでいるゆえに飼い慣らされた文明を突き抜け、根源にひそむものに触れ得る力を持った文学」であり、「人間以前の動物的な深淵に触れさせることによって飼い慣らされた文明に風穴を開けさせ、革命させることのできる文学」であると纏めながら、『楢山節考』の「感動の源泉」もまた、アルトハイムの説く「根源神話」と同じ次元から来ているとし、「姥捨伝説」は「太古から存在し、現在でも生きている」根源神話で、世界中に類似のものがあると解説している。
そして、「姥捨て」は「高齢者福祉」という21世紀の大きな問題として現在し、介護施設に親を入れることは、「楢山まいり」に行くことと重なり、老いと死は人間の根本的な問題の「根源神話」であるとし、大木は以下のように考察している。
また大木は、「姥捨て伝説はなかった」と主張する古田武彦の根拠の一つである、「親子みんなで、腹をへらしてがんばる、というのが本当じゃないかな」という発言を、まさに「飼い慣らされた文明」の世界での発言だと指摘し、「誰かが死ななければ子孫が生き残れないほどに生活が苦しい状況」に直面した際に、そんな言葉は「戯言にすぎない」と反論して、誰もが持つ人間の生存本能や死の恐怖を突き抜けた世界は、「それよりもはるかに壮絶な動物的な愛の本能にまで触れる世界」であり、「おりんの『楢山まいり』とそれをいやいやながら手助けする辰平の姿は、恐ろしく、壮絶だが、しかしそこには壮絶故の美が宿っている」と述べている。

## 棄老について
松原久子は、「年をとって労働力として役に立たなくなった人間を、死んでもらうために冬の山に連れていって置いてくるという習慣が、日本では当たり前であったかのように欧米人は信じている。しかしそれほど一般的であったかどうか、十分な資料に出会ったことがないので不明である。・・・映画の影響は大きい」と述べている。なお肥後のある庄屋が子孫のために書き残した心得書には、次の一項がある。「村中にて年長の者を選び、七十四五から八十を越えた人には時々訪れ、年始か歳暮には鼻紙か小炭の一俵も軽い品を贈るようにする。九十歳になれば上から御祝も下されることであるから、その家に行って家内の者の心遣いなどをよく申し聞かすべきである」

## 映画化
- 『楢山節考』（松竹） カラー98分。
  - 1958年（昭和33年）6月1日封切。
  - 監督・脚本：木下惠介。
  - 出演：田中絹代、高橋貞二、宮口精二、市川團子、ほか
- 『楢山節考』（今村プロダクション、東映） カラー131分。
  - 1983年（昭和58年）4月29日封切。
  - 監督・脚本：今村昌平。
  - 出演：緒形拳、坂本スミ子、あき竹城、左とん平、小林稔侍、倍賞美津子、樋浦勉、江藤漢、ほか
  - カンヌ国際映画祭にてパルムドールを受賞（仏題：La Ballade de Narayama）。

## テレビドラマ化
- テレビ劇場『楢山節考』（日本テレビ）
  - 1960年（昭和35年）3月18日、25日（全2回） 金曜日 22:00 - 22:30
  - 出演：飯田蝶子、青木義朗、由起かほる、多摩幸子、石井伊吉（現・毒蝮三太夫）、ほか
- ゴールデン劇場『楢山節考』（東京12チャンネル）
  - 1964年（昭和39年）9月28日 - 10月2日（全5回） 月曜日 - 金曜日 20:00 - 20:30
  - 出演：浪花千榮子、ほか

## ラジオドラマ化
- 文芸劇場『楢山節考』（NHKラジオ第一）
  - 1969年（昭和44年）2月16日 42分。
  - 脚色：筒井敬介。演出：平野敦子。音楽：野沢松之輔。効果：大木本実。技術：猪野雅哉。
  - 出演：竹本越路大夫（ナレーション）、山本安英、宇野重吉、花柳喜章、中村美代子、上野保芳、香坂真、竹岡順一、斎藤隆、松村彦次郎、小野泰次郎、中村武美
  - 演奏：野沢松之輔、竹沢団六（三味線）、馬場典邦（楢山節）
  - 第6回ギャラクシー賞受賞。
  - 1972年（昭和47年）8月12日（土）に再放送。 1987年（昭和62年）12月27日（日）にラジオ名作劇場（NHKラジオ第二）で再放送。

## おもな刊行本
- 『楢山節考』（中央公論社、1957年2月1日）
  - 装幀：高橋忠弥。帯文：正宗白鳥。付録・解説：伊藤整「深沢七郎氏の作品の世界」。
- 新書版『楢山節考』（中央公論社、1958年5月15日）
  - 装幀：高橋忠弥。付録・解説：伊藤整「深沢七郎氏の作品の世界」。カバー袖文：正宗白鳥・中村光夫。
  - 収録作品：楢山節考、東北の神武たち、揺れる家
- 文庫版『楢山節考』（新潮文庫、1964年7月30日。改版1987年）
  - カバー装画：安野光雅。楽譜（著者自筆）。付録・解説：日沼倫太郎。
  - 収録作品：月のアペニン山、楢山節考、東京のプリンスたち、白鳥の死
- 朗読CD『楢山節考』（新潮社、2009年12月）
  - ケース装画：安野光雅。CD2枚（129分）。
  - 朗読：小沢昭一。

## その他
- 藤子・F・不二雄のSF短編漫画「定年退食」（昭和48年）は、本作を下敷きとして描かれている（作中に「奈良山首相」が登場する）。